# Abingdon boys school
abingdon boys school（アビングドンボーイズスクール）は、日本の男性4人組ロックバンド。略称はa.b.s.。所属事務所はディーゼルコーポレーションで、業務提携はパーフィットプロダクション。所属レーベルはエピックレコードジャパン。
2006年12月、エピックレコードジャパンからデビュー。以前にも企画盤で音源を残しているが、以下ではデビューをシングル「INNOCENT SORROW」発売時と定めて記述する。

## メンバー
- 西川貴教（にしかわ たかのり、1970年9月19日 - ）ボーカル
- 柴崎浩（しばさき ひろし、1969年12月13日 - ）ギター（WANDS〜元al.ni.coのギタリスト）
- SUNAO（すなお、1969年4月28日 - ）ギター
- 岸利至（きし としゆき、1969年10月17日 - ）キーボード、ターンテーブル、プログラミング

### サポートメンバー
- IKUO（いくお、9月24日 - ）ベース。Rayflower、Cube-ray、BULL ZEICHEN 88、Juicy-Bananas等のメンバー。柴崎やSUNAOと同じくT.M.Revolutionのツアーにも参加。
- 長谷川浩二（はせがわ こうじ）ドラムス。Cube-rayのドラマー（元THE ALFEEの専属ドラマー）。同じくT.M.Revolutionのツアーにも参加。

## 詳細
メンバー全員が、クリエイターとしてかなりの経験を積んでいる中で、「バンドやろうぜ」をコンセプトに「音楽を始めた頃の気持ちに戻せたら」という思いにより、T.M.Revolutionの西川貴教を中心に結成された。
また、新人バンドという自覚を持たせるため、メンバーが集まって店屋物を頼むときには、それぞれ注文は1人1食あたり1000円以内と決めているという。
バンド名は、英国に実在する寄宿学校Abingdon Schoolから。レディオヘッドのメンバーの出身校としても有名。
デビュー以前にも、メンバーである4人が（他のスタッフとも合わせて）合同で、バンドとしての活動でなくT.M.Revolutionの活動を行った際の音源が発表されている（セルフカバーベストアルバム『UNDER:COVER』内、M-4「AQUALOVERS 〜DEEP into the night〜」・M-10「LOVE SAVER」）。
2007年7月7日には、幕張メッセで開催された「LIVE EARTH -The Concerts For A Climate In Crisis-」に出演した。
チュートリアルとテレビ番組で共演した際、徳井義実からバンド名が長くて覚えられなかったことにより、「アビドン」と勝手に省略して紹介されたことがある。また、司会者の中にもバンド名が長い為か、カンペを見ながら紹介する者もいる。BUCK-TICKのデビュー20周年イベントでは、櫻井敦司に「アビングドンボーイズ『ハイ』スクール」と呼ばれてしまい、西川はその後BUCK-TICKと会う度にネタにしている。
作詞は西川貴教が全て手掛けている。作曲は柴崎浩と岸利至の2人のみが担当していたが、4thシングル「BLADE CHORD」の表題曲で初めてSUNAOが作った楽曲が発表された。
2010年2月19日、「abingdon boys school JAPAN TOUR 2010」のアンコールにて、「a.b.s.コール」の詳細が決定される。150BPMで「a.b.s.（エービーエス）」とコールすることが、本人たち（西川独断？）公認で決められた。
2012年9月5日、3年ぶりの音源となる「WE aRE」を発表。11月23日と25日に恵比寿リキッドルームでファンクラブ限定ライブを行う。これ以降、表立った活動が行われなくなる。
2014年11月28日、オフィシャルファンクラブ「A.B.S.F.C」が閉会。閉会のニュースに際して、リーダーの岸は「再始動に向けて自分のできる事、今まで以上に頑張っていきたいと思います。」と継続に前向きなコメントをした。
2016年12月5日、デビュー10周年を迎える。ファンクラブ閉会以降表立った活動は行われていないが、Twitter上でメンバーの岸、SUNAOから10周年のお祝いのメッセージが投稿された。
2018年4月20日、イナズマロック フェス2018への出演が発表された。ファンクラブ会員限定ライブ『「A.B.S.F.C」限定ライブ』から数えて約6年ぶりのライブとなる。
2019年5月8日、イナズマロック フェス 2019への出演が発表された。
2019年12月6日、東名阪をまわるワンマンツアー「abingdon boys school JAPAN TOUR 2020」が発表された。イナズマロックフェス以外のライブ出演は8年ぶり、ワンマンツアーは実に10年ぶりとなる予定だった。
しかし、新型コロナウイルスの影響でツアーは2020年後半に延期され、その後中止となった。代わりに、2020年12月30日に無観客ライブ「abingdon boys school JAPAN TOUR 2020 presented by WOWOW」がWOWOWにて放送された。

## ディスコグラフィー

### シングル
|     | タイトル            | 発売日         | 週間最高位 （オリコン） | 備考 |
| --- | ------------------- | -------------- | ----------------------- | --- |
| 1st | INNOCENT SORROW     | 2006年12月6日  | 5位                     | テレビアニメ『D.Gray-man』オープニングテーマ。                                                                        |
| 2nd | HOWLING             | 2007年5月16日  | 4位                     | テレビアニメ『DARKER THAN BLACK -黒の契約者-』 オープニングテーマ。                                                   |
| 3rd | Nephilim            | 2007年7月4日   | 5位                     | PLAYSTATION 3用ゲームソフト『FolksSoul -失われた伝承-』主題歌。                                                       |
| 4th | BLADE CHORD         | 2007年12月5日  | 2位                     | Wii/PlayStation 2用ゲームソフト『戦国BASARA2 英雄外伝』主題歌。                                                       |
| 5th | STRENGTH.           | 2009年2月25日  | 4位                     | テレビアニメ『ソウルイーター』エンディングテーマ。                                                                    |
| 6th | JAP                 | 2009年5月20日  | 4位                     | PlayStation Portable用ゲームソフト『戦国BASARA BATTLE HEROES』主題歌。 テレビアニメ『戦国BASARA』オープニングテーマ。 |
| 7th | キミノウタ          | 2009年8月26日  | 8位                     | テレビアニメ『東京マグニチュード8.0』オープニングテーマ。                                                             |
| 8th | From Dusk Till Dawn | 2009年12月16日 | 3位                     | テレビアニメ『DARKER THAN BLACK -流星の双子-』 エンディングテーマ。                                                   |
| 9th | WE aRE              | 2012年9月5日   | 8位                     | PlayStation 3用ゲームソフト『戦国BASARA HD コレクション』オープニングテーマ。                                         |

### アルバム
|     | タイトル             | 発売日         | 最高位 | 備考 |
| --- | -------------------- | -------------- | ------ | ---- |
| 1st | abingdon boys school | 2007年10月17日 | 2位    |      |
| 2nd | ABINGDON ROAD        | 2010年1月27日  | 2位    |      |

### オムニバス
| リリース       | タイトル                                                         | 収録曲                                     | 規格 | 販売生産番号 |
| 2005年3月15日  | LOVE for NANA 〜Only 1 Tribute〜                                 | stay away                                  | CD   | TOCT-25773   |
| 2005年12月21日 | PARADE〜RESPECTIVE TRACKS OF BUCK-TICK〜                         | ドレス                                     | CD   | BVCR-11080   |
| 2006年12月20日 | The songs for DEATH NOTE the movie 〜the Last name TRIBUTE〜     | Fre@K $HoW                                 | CD   | SRCL-6459    |
| 2007年3月21日  | D.Gray-man Original Soundtrack 1                                 | INNOCENT SORROW (TV size)                  | CD   | SVWC-7446    |
| 2007年7月25日  | DARKER THAN BLACK -黒の契約者- 劇伴                              | HOWLING -TV size ver.-                     | CD   | SVWC-7478    |
| 2007年12月19日 | LUNA SEA MEMORIAL COVER ALBUM -Re:birth-                         | Sweetest Coma Again                        | CD   | AVCD-23430   |
| 2008年9月24日  | D.Gray-man COMPLETE BEST                                         | INNOCENT SORROW                            | CD   | SVWC-7576    |
| 2009年4月22日  | THE BEST OF SOUL EATER                                           | STRENGTH.                                  | CD   | SVWC-7623    |
| 2009年6月10日  | TVアニメーション 『戦国BASARA』 音楽絵巻 〜蒼盤 It's Show Time〜 | JAP (TV Version)                           | CD   | VTCL-60117   |
| 2009年9月30日  | モンハン音楽部〜MONSTER HUNTER 5th ANNIVERSARY〜                 | Valkyrie -Lioleia Mix-                     | CD   | BVCL-26      |
| 2009年10月28日 | アニメ「東京マグニチュード8.0」オリジナルサウンドトラック        | キミノウタ                                 | CD   | ESCL-3308    |
| 2009年12月23日 | DARKER THAN BLACK -流星の双子- オリジナル・サウンドトラック      | From Dusk Till Dawn アニメEDIT             | CD   | SVWC-7670    |
| 2010年4月7日   | FAMILY TREE 〜Side Works Collection Vol.1〜                      | LOST REASON feat.MICRO from HOME MADE 家族 | CD   | KSCL-1574    |
| 2010年11月3日  | 戦国BASARA GAME BEST                                             | BLADE CHORD JAP                            | CD   | SMCL-225,226 |
| 2010年11月3日  | 戦国BASARA ANIME BEST                                            | JAP                                        | CD   | SMCL-227,228 |
| 2011年2月9日   | FUCK THE BORDER LINE                                             | 少年                                       | CD   | AVCD-38206   |
| 2012年2月8日   | J-アニソン神曲祭り[DJ和 in No.1 胸熱 MIX]                        | JAP                                        | CD   | AICL-2330    |

### DVD・BD
- BUCK-TICK FEST 2007 ON PARADE （DVD 2008年4月2日）
  - M-9「INNOCENT SORROW」
- abingdon boys school JAPAN TOUR 2008 （DVD 2008年7月16日、BD 2008年12月24日）
- ABINGDON ROAD MOVIES（DVD 2010年3月17日）
- abingdon boys school JAPAN TOUR 2010（DVD,BD 2010年9月29日）
- abingdon boys school JAPAN TOUR 2020[24][25][26]（DVD,BD,CD 2022年2月16日）

### 海外販売作品
| タイトル           | 発売日         | 備考                                                               |
| ------------------ | -------------- | ------------------------------------------------------------------ |
| Tokyo Rock City    | 2007年11月6日  | 日本のロックバンドの楽曲を集めたオムニバスアルバム。Nephilim収録。 |
| Teaching Materials | 2009年10月30日 | これまでに発表したシングル曲を集めた来欧記念盤。欧州全域にて販売。 |

## ミュージックビデオ
| 監督       | 曲名                                                |
| A.T.       | 「HOWLING」「キミノウタ」                           |
| 大喜多正毅 | 「Nephilim」                                        |
| 織田聡     | 「From Dusk Till Dawn」                             |
| 河合英夫   | 「BLADE CHORD」                                     |
| 多田卓也   | 「STRENGTH.」「JAP」「WE aRE」「WE aRE（FX Free）」 |
| 三木孝浩   | 「INNOCENT SORROW」                                 |

## ライヴ
| 日程                     | タイトル                                                         | 会場 | 備考 |
| ------------------------ | ---------------------------------------------------------------- | --- | --- |
| 2005年11月24日           | CDでーた PRESENTS MUSIC EVOLUTION 06                             | Zepp Tokyo | UVERworld、椿屋四重奏と共演。 |
| 2007年6月17日            | R&R NEWSMAKER“Mix Up!”Vol.4                                      | 日比谷野外大音楽堂 | redballoon、UVERworld、Jと共演。 |
| 2007年7月7日             | Live Earth                                                       | 幕張メッセ | 詳細はLive Earthを参照。 |
| 2007年7月7日             | BUCK-TICK TOUR 「PARADE」                                        | Zepp Tokyo | BUCK-TICKの対バン形式のツアー。Live Earth出演後にサプライズゲストとして参加。 |
| 2007年7月14日〜8月3日    | MATCH UP' 07 SUMMER SERIES                                       | Zepp Osaka、Zepp Nagoya、Zepp Fukuoka、Zepp Sendai、Zepp Sapporo、Zepp Tokyo | a.b.s主催の対バン形式のツアー（6会場8公演）。HIGH and MIGHTY COLOR、jealkb、UVERworld、UNDER GRAPH、アリス九號.と共演。 |
| 2007年9月8日             | BUCK-TICK FEST 2007 ON PARADE                                    | 横浜みなとみらい・新港埠頭特設野外ステージ | BUCK-TICKのデビュー20周年を記念して行われた野外フェス。 |
| 2008年2月19日〜2月29日   | abingdon boys school JAPAN TOUR 2008                             | Zepp Nagoya、Zepp Osaka、Zepp Tokyo | a.b.s初のワンマンツアー（3会場7公演）。2月25日と2月27日のライブにはUVERworldのボーカルTAKUYA∞が、2月29日のライブにはMICROが参加した。                                                                                          |
| 2008年5月18日            | PATi★Night Episode 01                                            | JCB HALL | 音楽専門誌「PATi-PATi」主催のライブイベント。5050、アンティック-珈琲店-、FLOW、DEPAPEPEと共演。 |
| 2008年7月19日〜8月17日   | MATCH UP' 08 SUMMER SERIES                                       | Zepp Tokyo、Zepp Osaka、Zepp Sendai、Zepp Sapporo、Zepp Fukuoka、Zepp Nagoya | a.b.s主催の対バンツアー（6会場7公演）。D、HIGH and MIGHTY COLOR、アリス九號.、いきものがかり、INORAN、J、jealkb、ジン、MERRY、中村中、ONE OK ROCKと共演。8月3日、10日、17日のライブにはサプライズゲストとしてMICROが登場した。 |
| 2008年9月2日             | 175R「おかげSUMMERで 175R 10周年 10番勝負! 俺もお前も金メダル!」 | SHIBUYA-AX | 175Rのデビュー10周年を記念して行われた対バンツアー。全10公演の10公演目（=10番勝負）。 |
| 2009年8月8日〜8月14日    | MATCH UP' 09 SUMMER SERIES                                       | JCB HALL、Zepp Osaka、Zepp Nagoya | a.b.s主催の対バンツアー（3会場4公演）。175R、Jackson vibe、ズボンドズボン、D'espairsRay、FLOW、ムック、jealkb、清春、土屋アンナと共演。                                                                                        |
| 2009年9月12日            | PATi PATi Thanks♥25                                              | 幕張メッセ | 音楽専門誌「PATi-PATi」創刊25周年記念ライブイベント。ゴスペラーズ、藤木直人、flumpool、いきものがかり、シドと共演。 |
| 2009年9月19日            | イナズマロック フェス2009                                        | 烏丸半島芝生広場 | 西川貴教主催の野外音楽フェスティバル。175R、UVERworld、HOME MADE 家族、風味堂と共演。 |
| 2009年10月19日〜10月29日 | TOKYO-EBISU 7days                                                | LIQUIDROOM | 全7公演。 |
| 2009年10月22日,23日      | ASTRO HALL 2days                                                 | 原宿アストロホール | ファンクラブ会員限定ライブ。 |
| 2009年10月24日           | V-ROCK FESTIVAL’09                                               | 幕張メッセ | ヴィジュアル系ロックフェスティバル。 |
| 2009年11月1日            | ANIMAX MUSIX -FALL 2009- supported by スカパー！                 | STUDIO COAST | アニマックス主催のアニソンライブイベント。Do As Infinity、HIGH and MIGHTY COLOR、ヘイ・マンデー、喜多修平と共演。 |
| 2009年11月3日〜11月14日  | abingdon boys school EUROPE TOUR 2009                            | rock club、Tavastia、Klubben、Markthalle、Columbiaclub、Die Zeche、La Locomotive、The Underworld、Metropolis Music Hall | ワンマンヨーロッパツアー。モスクワ、ヘルシンキ、ストックホルム、ハンブルク、ベルリン、ボーフム、パリ、ロンドン、ミュンヘンで公演。（6カ国9会場9公演）                                                                          |
| 2009年11月23日           | TOKYO VISUAL FESTIVAL +1                                         | 渋谷C.C.Lemonホール | ニッポン放送主催のライブイベント。a.b.s.はシークレット参加。ナイトメア、SuGと共演。 |
| 2010年2月4日〜3月19日    | abingdon boys school JAPAN TOUR 2010                             | Zepp Osaka(2月4日,2月5日)、Zepp Tokyo(2月8日,2月9日)、Zepp Sapporo(2月13日)、Zepp Sendai(2月15日)、新潟LOTS(2月16日)、Zepp Nagoya(2月18日,2月19日)、Zepp Fukuoka(2月22日)、高知BAYS SQUARE(2月27日)、広島CLUB QUATTRO(2月28日)、千葉幕張メッセ・イベントホール(3月19日,3月20日) | ワンマンジャパンツアー。大阪府、東京都、北海道、宮城県、新潟県、愛知県、福岡県、高知県、広島県、千葉県で公演。（10都道府県10会場14公演）                                                                                       |
| 2010年2月21日            | 戦国BASARA FES.2010                                              | パシフィコ横浜国立大ホール | TVアニメ『戦国BASARA』のスペシャルイベント。a.b.s.はシークレット参加。同日2公演。 |
| 2010年9月18日            | イナズマロック フェス2010                                        | 烏丸半島芝生広場 | 西川貴教主催の野外音楽フェスティバル。UVERworldなどと共演。 |
| 2010年10月2日〜10月3日   | MATCH UP '10 -AUTUMN SERIES                                      | 東京・JCB HALL | abingdon boys school …and more |
| 2010年10月9日            | 家族fes. 2010                                                    | ラグーナ蒲郡 ラグーナビーチ（大塚海浜緑地） | HOME MADE 家族主催の野外音楽フェス。天候の影響で15分間の出演になった。 |
| 2011年1月3日             | 戦国BASARA 5周年祭〜武道館の宴〜                                 | 日本武道館 | ゲーム『戦国BASARA』シリーズの5周年記念イベント。同日2公演。 |
| 2011年9月17日            | イナズマロック フェス2011                                        | 烏丸半島芝生広場 | 西川貴教主催の野外音楽フェスティバル。中川翔子などと共演。 |
| 2012年9月15日            | イナズマロック フェス2012                                        | 烏丸半島芝生広場 | 西川貴教主催の野外音楽フェスティバル。TETSUYAなどと共演。 |
| 2012年11月23日,25日      | 「A.B.S.F.C」限定ライブ                                          | 恵比寿LIQUID ROOM | ファンクラブ会員限定ライブ。 |
| 2018年9月23日            | イナズマロック フェス2018                                        | 烏丸半島芝生広場 | 西川貴教主催の野外音楽フェスティバル。前述のファンクラブ会員限定ライブ以来、約6年ぶりの活動となる。 |

## イベント
- 『a.b.s.forum』（2007年11月11日）：ラジオ公開収録/握手会（抽選で選ばれた100名限定）
- 『abingdon boys schoolブルーレイリリース記念ハイビジョンライブ映像上映会』（2008年12月24日）：ソニービル8Fで開催
- 『abingdon boys school プレミアム トーク〜STRENGTH.〜』（2009年2月23日）：トークイベント/ラジオ収録。会場はSUNSHINE SAKAE 2F SUNSHINE STUDIO（Bar CANARIA内）。（抽選で選ばれた50組100名限定）
- 『a.b.s.forum vol.2』（2010年2月20日）：トークイベント/サイン会（抽選で選ばれた100名限定）：SME乃木坂で開催。潮騒のアコースティックバージョンを披露した。
- 『SUNATOSHIデジタル工房～Valkyrie解体～』（2014年6月14日）：トークイベント。FC会員限定。

## レギュラーラジオ
- 『RADIO SESSIONS abingdon boys school 〜30代から始める音楽講座〜』 （2007年1月〜2008年3月）
- 『ゴチャ・まぜっ!水曜日』MBSラジオ（西川とSUNAOのみ、2008年4月17日 - 2014年3月26日）
  - 『また×2ゴチャ・まぜっ!』 MBSラジオ
  - 『ゴチャ・まぜっ!木曜日』 MBSラジオ

## インターネットTV
- 『a.b.s.presents インターネットTV番組「EBS（EBISU BROADCASTING SYSTEM）」』（2007年10月28日）
- 『abingdon boys schoolのインターネットTV"EBS"再び！』（2008年7月15日）
- 『abingdon boys school presents 「EBISU BROADCASTING SYSTEM」 〜「STRENGTH.」発売記念！タロットで占う2009年のa.b.s.〜』（2009年2月25日）

## 連載
- 西川貴教の「もう1回バンドやろうぜ!」abingdon boys schoolの「傾向と対策」（週刊誌「oricon style」、オリコン・エンタテインメント刊、2005年10月号 -）